# 種子島空港 (初代)
種子島空港（たねがしまくうこう）は鹿児島県熊毛郡中種子町（種子島）に存在した第三種空港である。2006年3月16日に廃止された。

## 概要
鹿児島県熊毛郡中種子町野間に所在していた。供用廃止直前には、滑走路は1,500×45mで、大阪国際空港及び鹿児島空港への路線が存在していた。
当空港から約8km北の中種子町砂中に新たな種子島空港が2006年3月16日に「コスモポート種子島」の愛称で開港し、当空港は同日に供用廃止となった。新海誠監督のアニメーション映画秒速5センチメートルのコスモナウトに当空港が登場した。2018年現在、管制塔が取り壊された以外はそのままで、ターミナル建物は廃墟とまではならずも、電気設備会社の資材置き場倉庫となっている。
滑走路の跡地を利用して、自衛隊や米軍の演習が行われている。
- 種子島空港（初代）付近の空中写真。
国土交通省 国土地理院 地図・空中写真閲覧サービスの空中写真を基に作成。1977年撮影の4枚を合成作成。
- 旧空港跡地の空中写真。廃港後6年後の状況。
国土交通省 国土地理院 地図・空中写真閲覧サービスの空中写真を基に作成。2012年撮影の6枚を合成作成。

## 歴史
- 1958年（昭和33年）12月16日 - 空港設置許可
- 1962年（昭和37年）7月27日 - 供用開始
- 1973年（昭和48年）5月19日 - 滑走路を1,100mから1,500mへ延長
- 2006年（平成18年）3月16日 - 新たな種子島空港が開港し、当空港の供用廃止

## 施設
チケット受付、及び手荷物カウンター、待合所、土産物品店、コロンビアと言う喫茶・食堂が併設されていた。

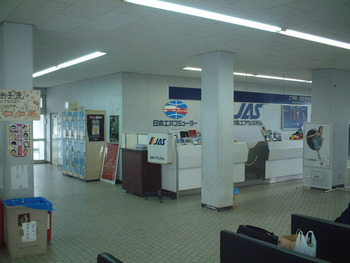
待合所とカウンター（2002年）
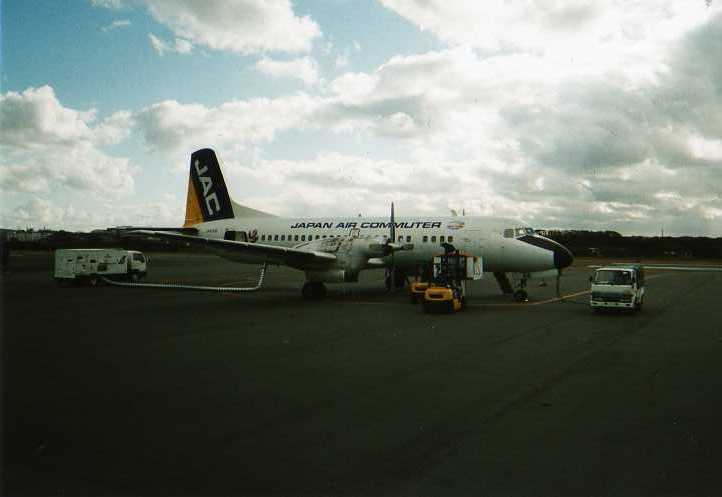
種子島空港に駐機中のYS-11（日本エアコミューター機、2006年）
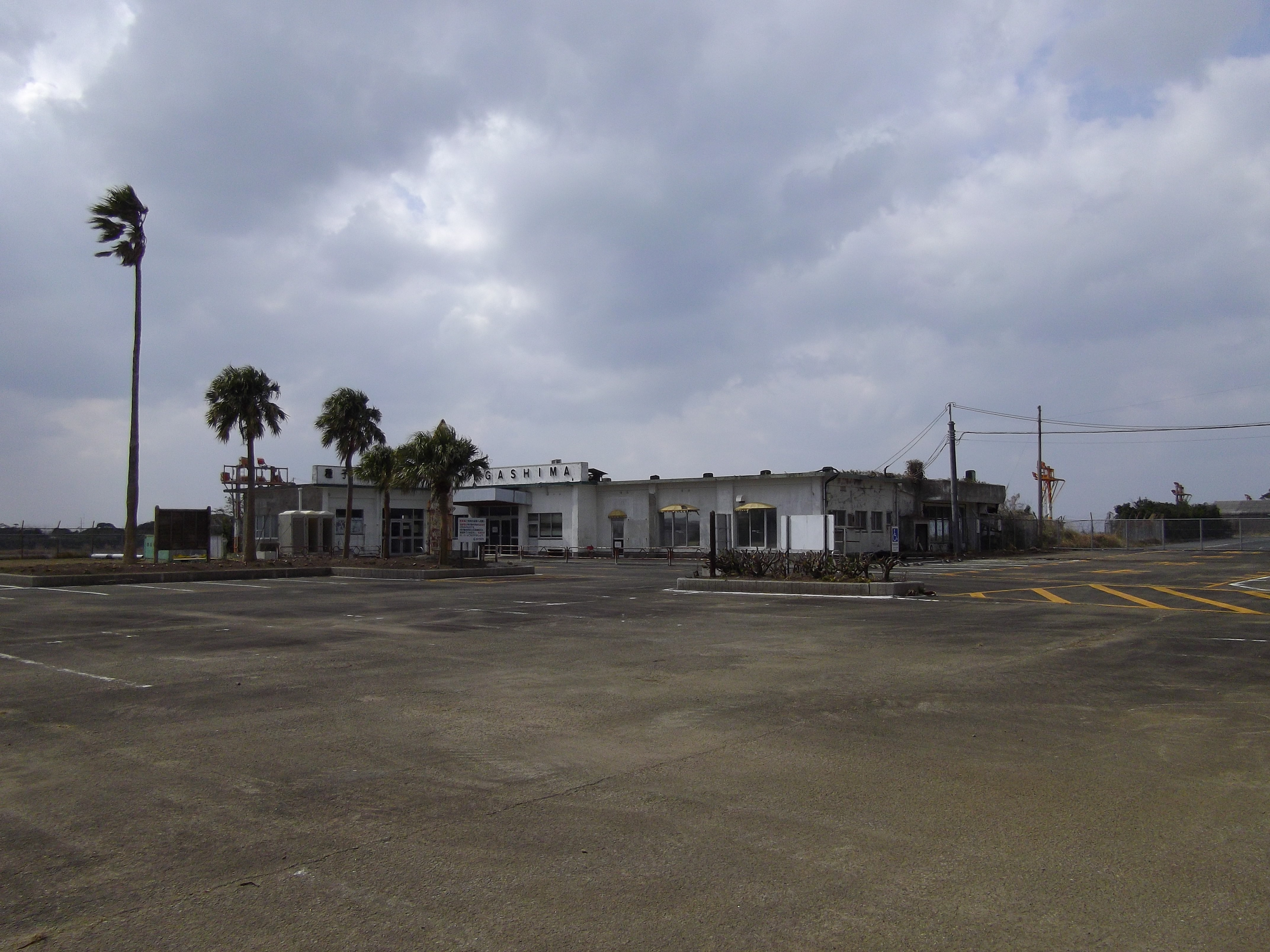
ターミナルビル（ビル左手に管制塔があった、2015年）
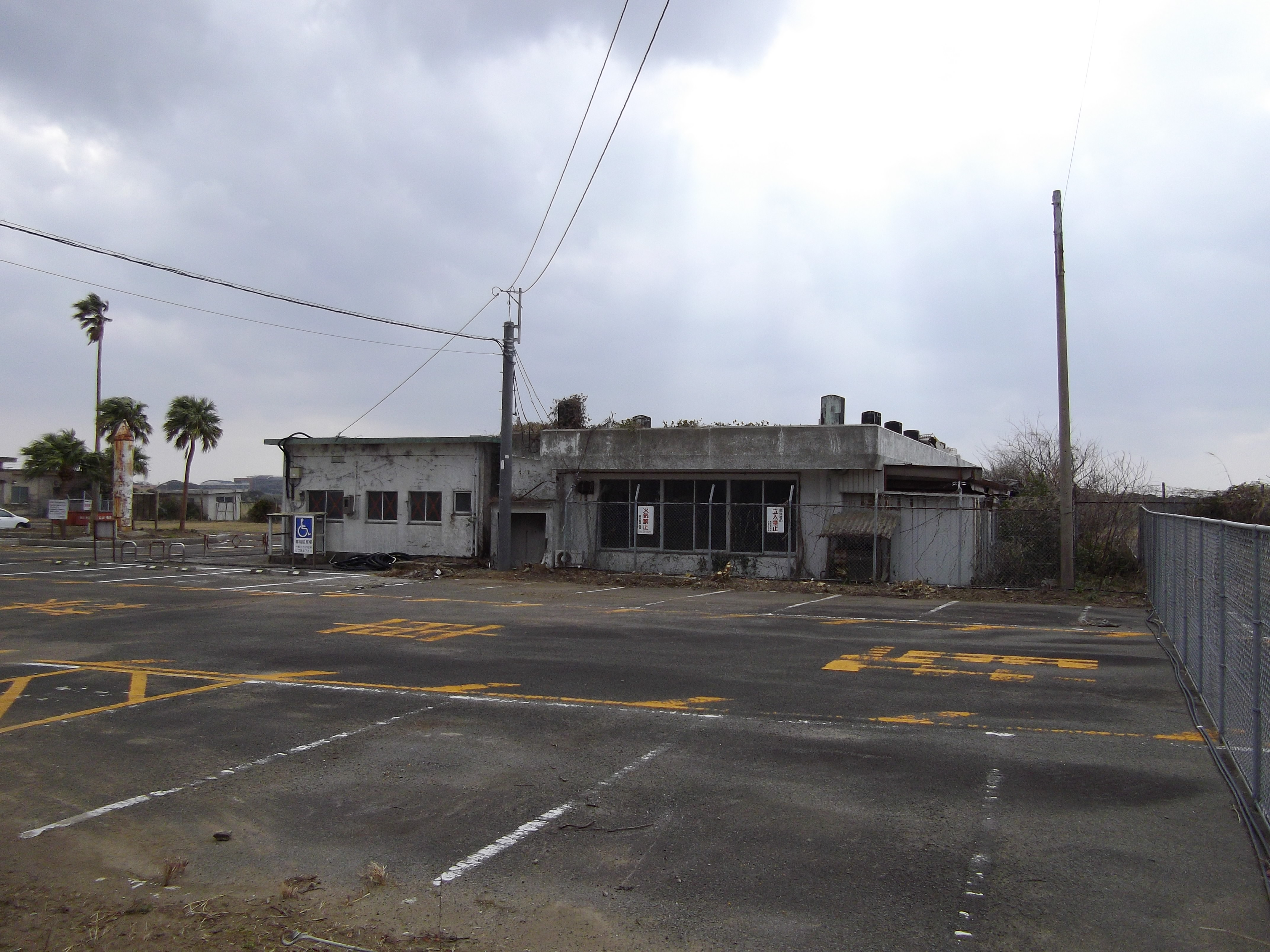
正面が待合所との連絡口、右手が駐機場（2015年）
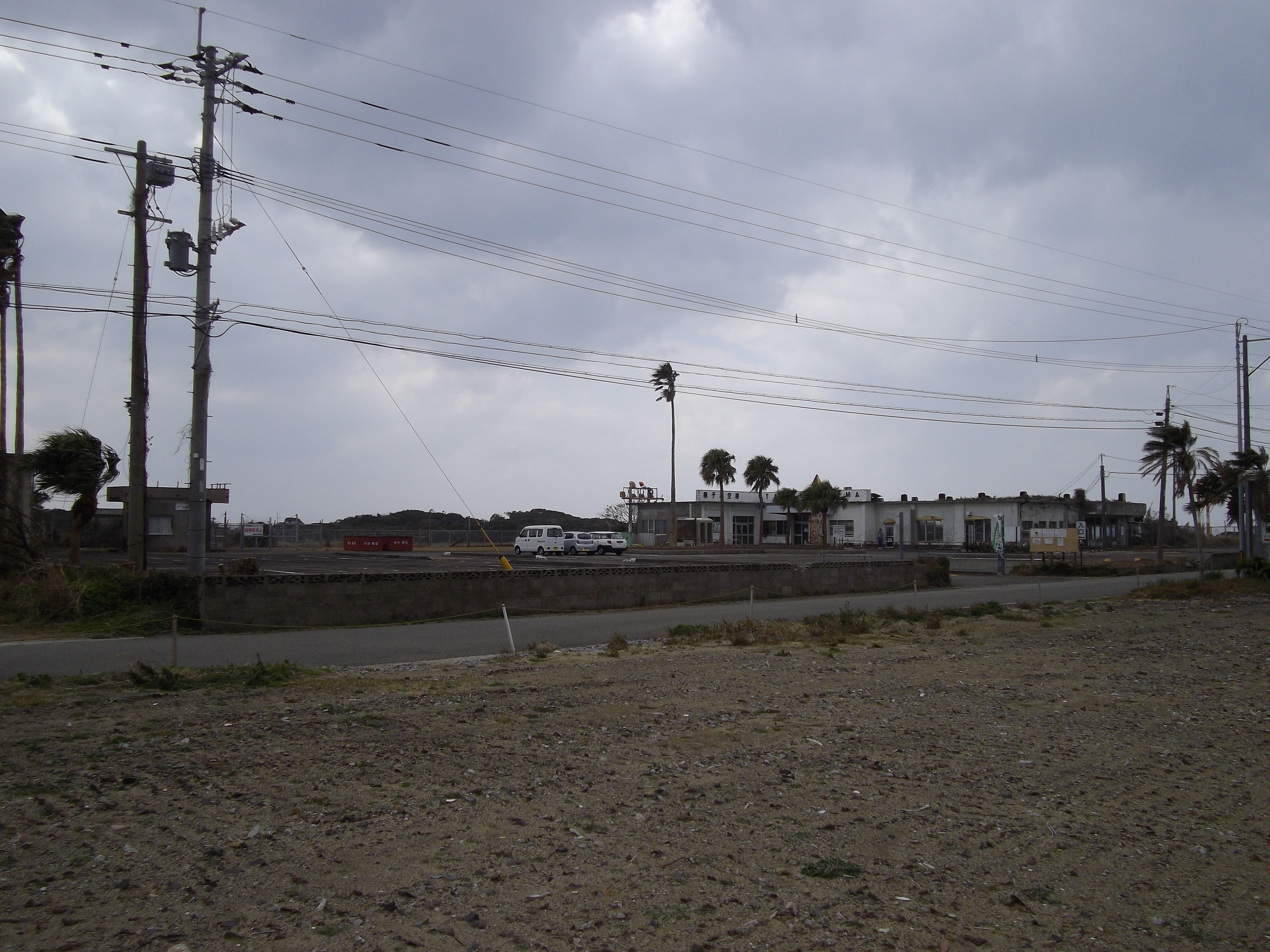
道路は鹿児島県道589号種子島空港線、左側の電柱奥にある建物は朝日航洋のヘリコプター営業所跡 （種子島空港ホテル跡地から撮影、2015年）
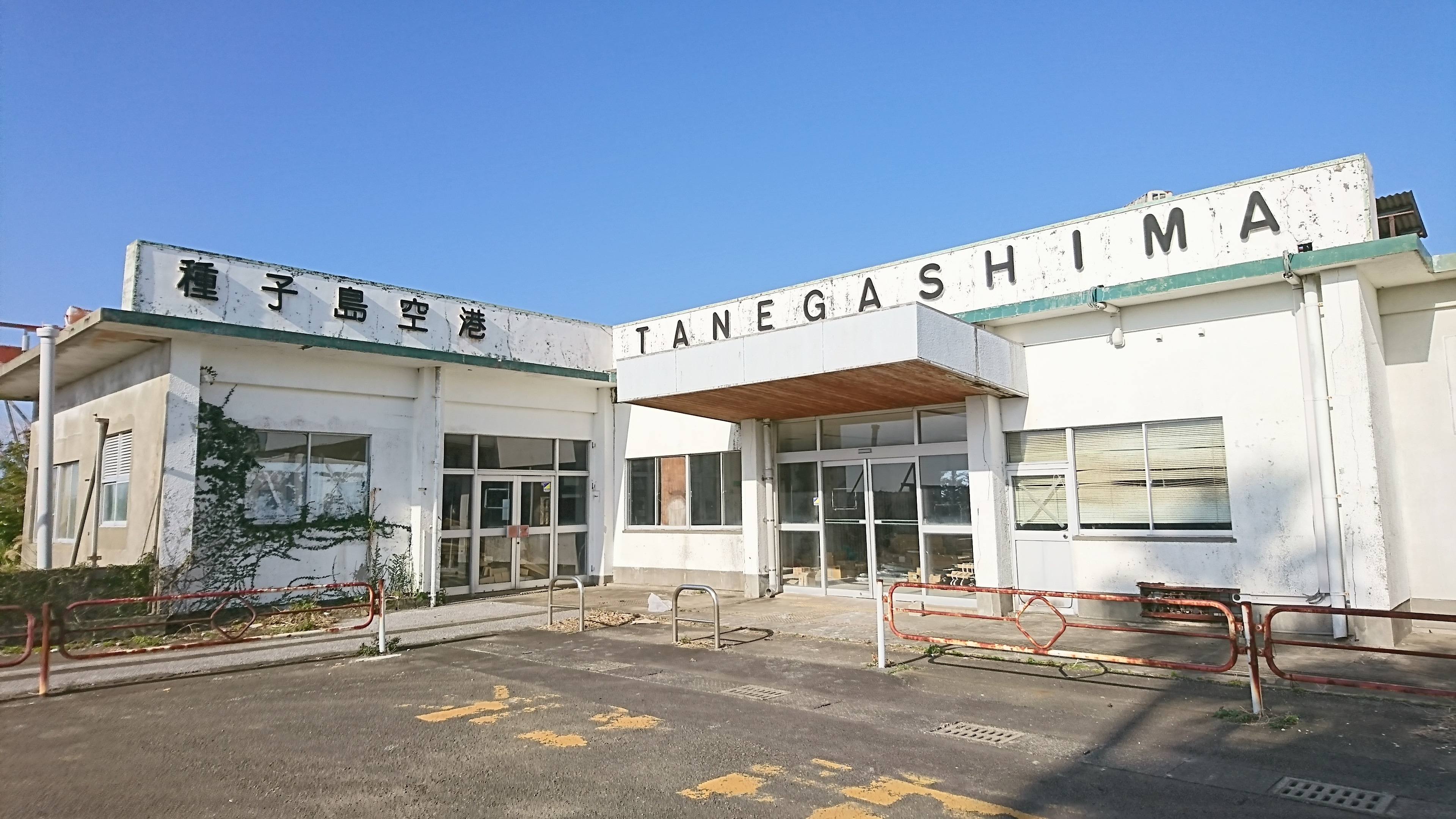
現状の旧空港ターミナルビル（2019年）

## 安納飛行場（西之表町営）について（参考）
旧種子島空港が開港するより先に、当時の西之表町（現・西之表市）が、1961年（昭和36年）に町営飛行場として西之表町安納に「安納飛行場」を開場させている。
旧種子島空港と共存の時期もあったが、滑走路長が900m x 40mと短く、富士航空の4人乗りセスナ機の不定期便や東亜国内航空の10人前後乗りの小型機による運航が不定期で行われたが、1964年に休航。旧種子島空港との共存が確立せず、1966年（昭和41年）に廃港となった。滑走路跡地にはエビの養殖場および南側に野球場が建設された。
- 安納飛行場の空中写真（1967年）
解像度が低いため黄色矢印で、滑走路位置を図示。 なお、石原裕次郎、二谷英明主演の映画零戦黒雲一家がロケ地となり、1962年以前の当時の様子が分かる。
国土交通省 国土地理院 地図・空中写真閲覧サービスの空中写真を基に作成